# Теризинозавр
Теризинозавр (лат. Therizinosaurus, от др.-греч. θερίζω — кошу, срезаю и σαῦρος — ящер, буквально — «косящий ящер» или «ящер-косарь») — род больших тероподных динозавров. Теризинозавры жили в конце мелового периода (маастрихтский век) и были одними из последних и крупнейших представителей своей уникальной группы — теризинозавров. Описан из отложений формации Нэмэгэт в Монголии, причём первоначально окаменелости были интерпретированы как принадлежащие черепахе (отсюда название вида, Therizinosaurus cheloniformis — «ящер-косарь черепахообразный»). Известны лишь несколько костей (передние конечности, задняя конечность), в том числе гигантские когти, из-за которых он и получил своё родовое название.

## История открытия
Первые фоссилии теризинозавра были открыты в 1948 году совместной советско-монгольской экспедицией. В Немегт (формирования Юго-Западной Монголии) экспедиция обнаружила несколько гигантских когтей, достигавших метра и более в длину. Они были описаны в 1954 году советским палеонтологом Евгением Малеевым, который думал, что фоссилии принадлежали большой черепахе. Однако, к какой группе существ они относились, не было известно до начала 1950-х годов, когда дальнейшие экспедиции обнаружили более полные окаменелости: несколько наборов когтей и части передних и задних конечностей. Последующие находки в северном Китае позволило палеонтологам собрать общую скелетную структуру животного, и было установлено, что это динозавр, а не черепаха.

## Систематика
Установление факта, что загадочные эрликозавр и сегнозавр являются тероподами, помогло прояснить отношение к теризинозавру. Для объяснения происхождения сегнозаврид были предложены различные теории, некоторые учёные даже предполагали, что те были потомками завроподоморф, но новые, хорошо сохранившиеся находки, такие как Alxasaurus в 1993 году и бэйпяозавр в 1996 году, представили подробную информацию о птичности таза, ног и черепа примитивного члена семейства и помогли подтвердить, что сегнозавриды принадлежали к той же группе динозавров, что и теризинозавр (поэтому их переименовали в теризинозаврид), и что теризинозавр был, в частности, травоядным тероподом.

## Описание

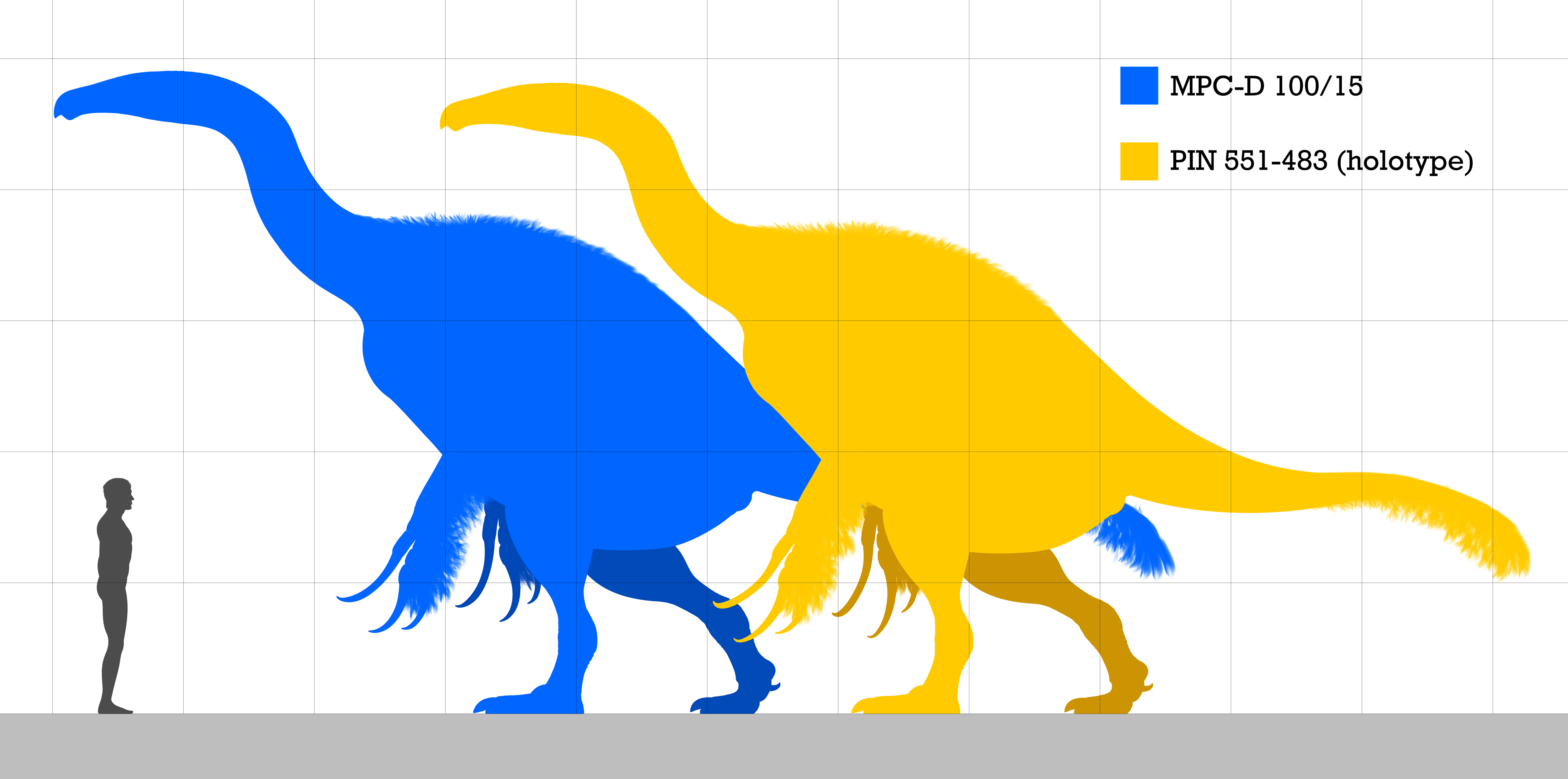
Сравнительный размер

Хотя ископаемые остатки теризинозавра являются неполными, выводы о его физических характеристиках могут быть сделаны на основе соответствующих теризинозавридов. Как и другие члены его семейства, теризинозавр, вероятно, имел 9—12-метровую длину, маленький череп, венчавший длинную шею, двуногую походку и тяжёлое, объёмное тело (о чём свидетельствует широкий таз других теризинозавридов) массой до 6 тонн. Его передние конечности могли достигать длины 2,5 метра в длину, а у самых крупных особей — до 3,5 м. Задние конечности имели четыре опорных когтя, в отличие от других тероподных динозавров, у которых первый палец ноги был уменьшен. Наиболее отличительной особенностью теризинозаврид было наличие трёх гигантских когтей по одному на каждом пальце своих передних конечностей, они были особенно велики у теризинозавра, и, хотя крупные экземпляры когтя являются неполными, они, вероятно, достигли почти 1 метра в длину.

## Назначение когтей

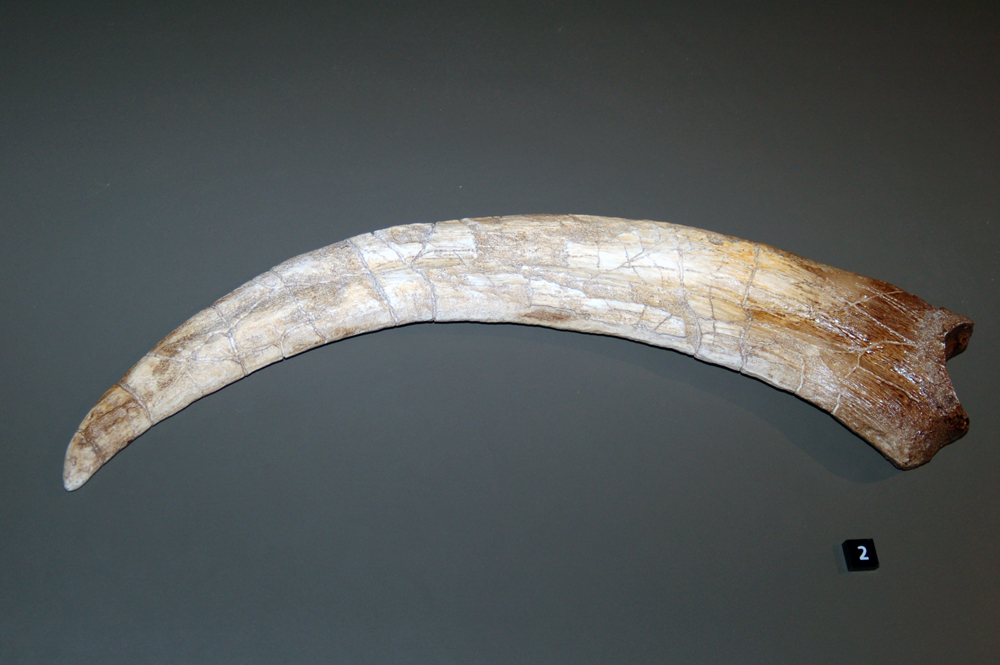
Коготь теризинозавра

Особенности питания теризинозавров неизвестны, поскольку материального черепа не было найдено, что может свидетельствовать о своеобразной диете. Однако, как и другие теризинозавры, он был, вероятно, главным образом травоядным. Когти теризинозавра могли служить в нескольких функциях: например, он мог защищаться ими от хищников (таких, как например, тарбозавр), также возможна внутривидовая борьба за территорию или самку, ещё теризинозавр мог тянуть ими лиственные ветки в направлении рта. Если предположить, что теризинозавр был насекомоядным, то логично представить, что своими когтями динозавр разрывал гнёзда муравьёв и термитов. Когти, возможно, даже выполняли все эти функции. Советский палеонтолог Лев Александрович Несов реконструировал теризинозавра как древесное животное, пользующееся когтями для подвешивания на дереве, как современные ленивцы.

## Перья
Никаких окаменелых свидетельств того, что у теризинозавра были перья, пока не найдено, однако большинство современных учёных считают, что у теризинозавра было оперение, так как были обнаружены свидетельства того, что у некоторых теризинозаврид (в частности, у бэйпяозавра) перья были. Среда обитания животного описывается как хорошо увлажнённая лесистая местность с сезонными дождями и холодной зимой.

## Теризинозавр в мировой культуре
В одной из серий телесериала «Прогулки с динозаврами» появлялся теризинозавр, где выглядел весьма реалистично, хотя и не имел перьев. Теризинозавр был также изображён без перьев в мультфильме «Тарбозавр». Слепой теризинозавр стал одним из ключевых персонажей фильма «Мир юрского периода: Господство», где с помощью длинных когтей добил побеждённого тираннозавром гиганотозавра.
Теризинозавр вошёл в Книгу рекордов Гиннесса сразу по двум причинам: во-первых, он имел самые длинные когти из когда-либо найденных, а во-вторых, был признан «самым странным» динозавром.
В научно-фантастической книге Немо Рамджета (Джевдета Мехмета Кёсемена) «Все грядущие дни» (2006) присутствует важный сюжетный элемент, связанный с теризинозавром. На недавно колонизированной человечеством чужой планете инженеры обнаруживают окаменелости гигантского птицеподобного существа с чудовищными когтями, названного Panderavis pandora. Последующие исследования идентифицируют его как высокоспециализированного теризинозавра — представителя ветви травоядных теропод, вымерших на Земле миллионы лет назад. Аномальная находка земного динозавра в инопланетных отложениях, где вся местная фауна обладала принципиально иной биологией (три конечности, скелет на основе меди), становится для многих персонажей книги неопровержимым доказательством божественного творения, подпитывая религиозные настроения.